# Gefallenengedenkstätte für 1866

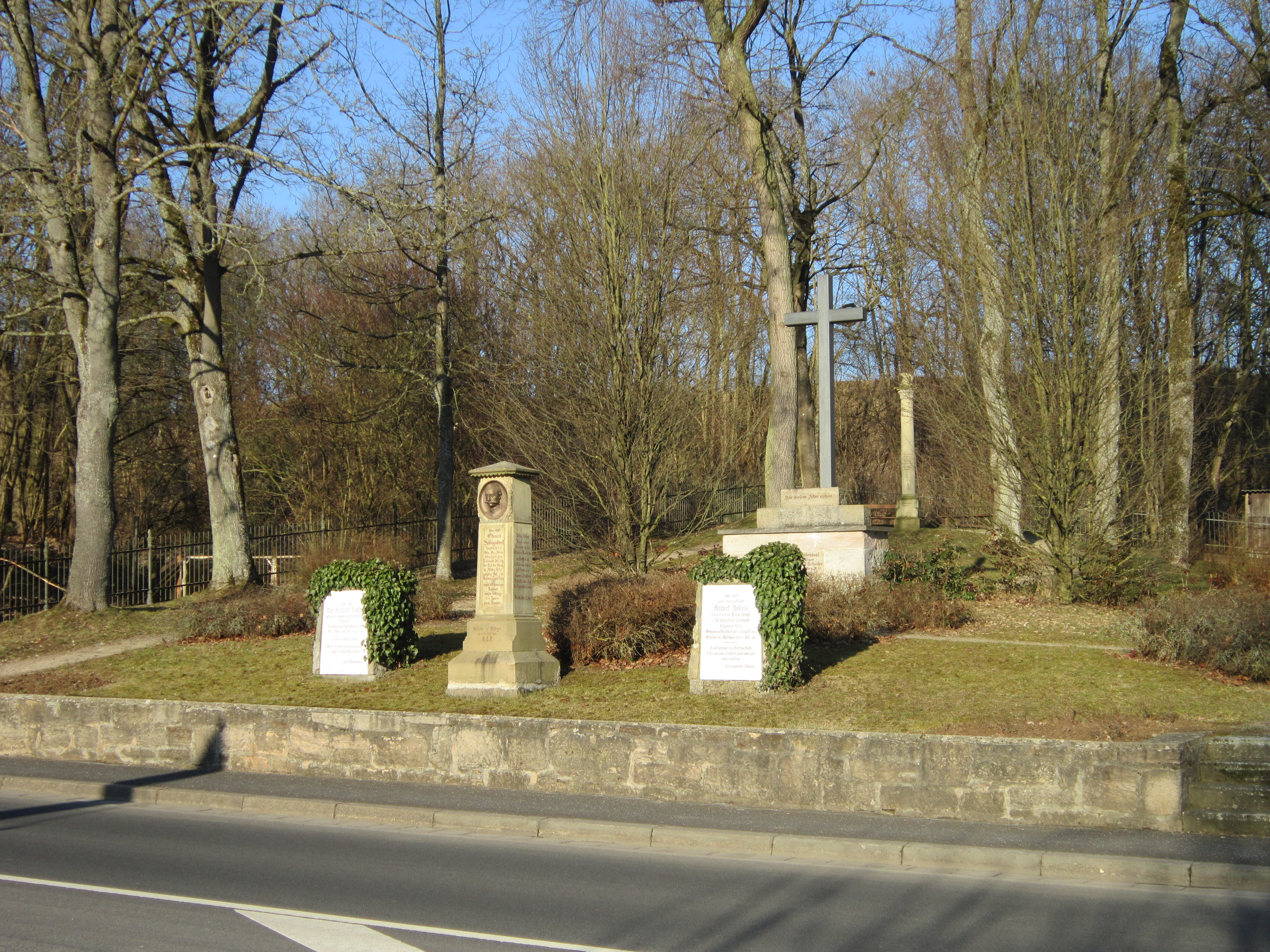
Gefallenengedenkstätte

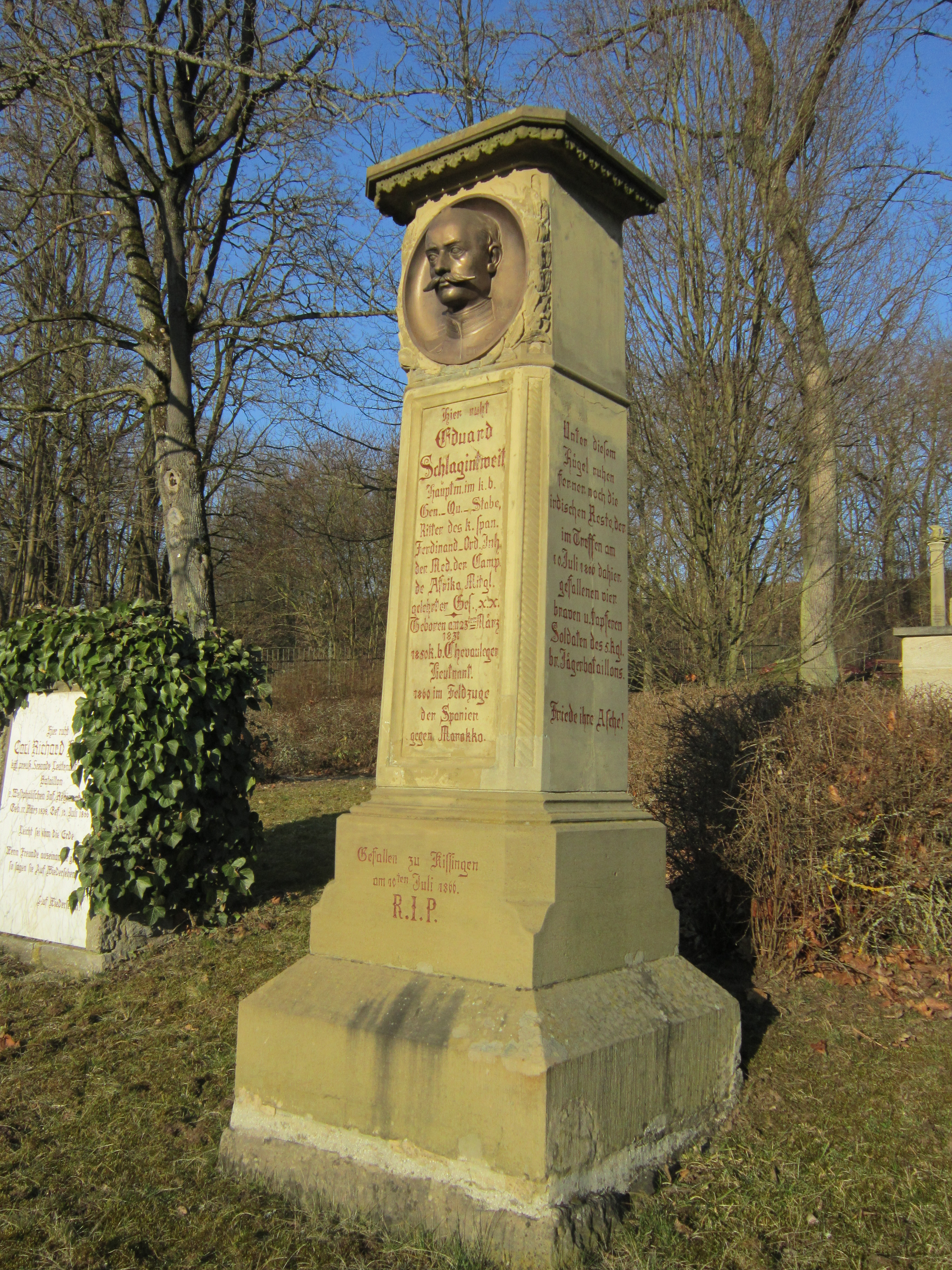
Schlagintweit-Denkmal

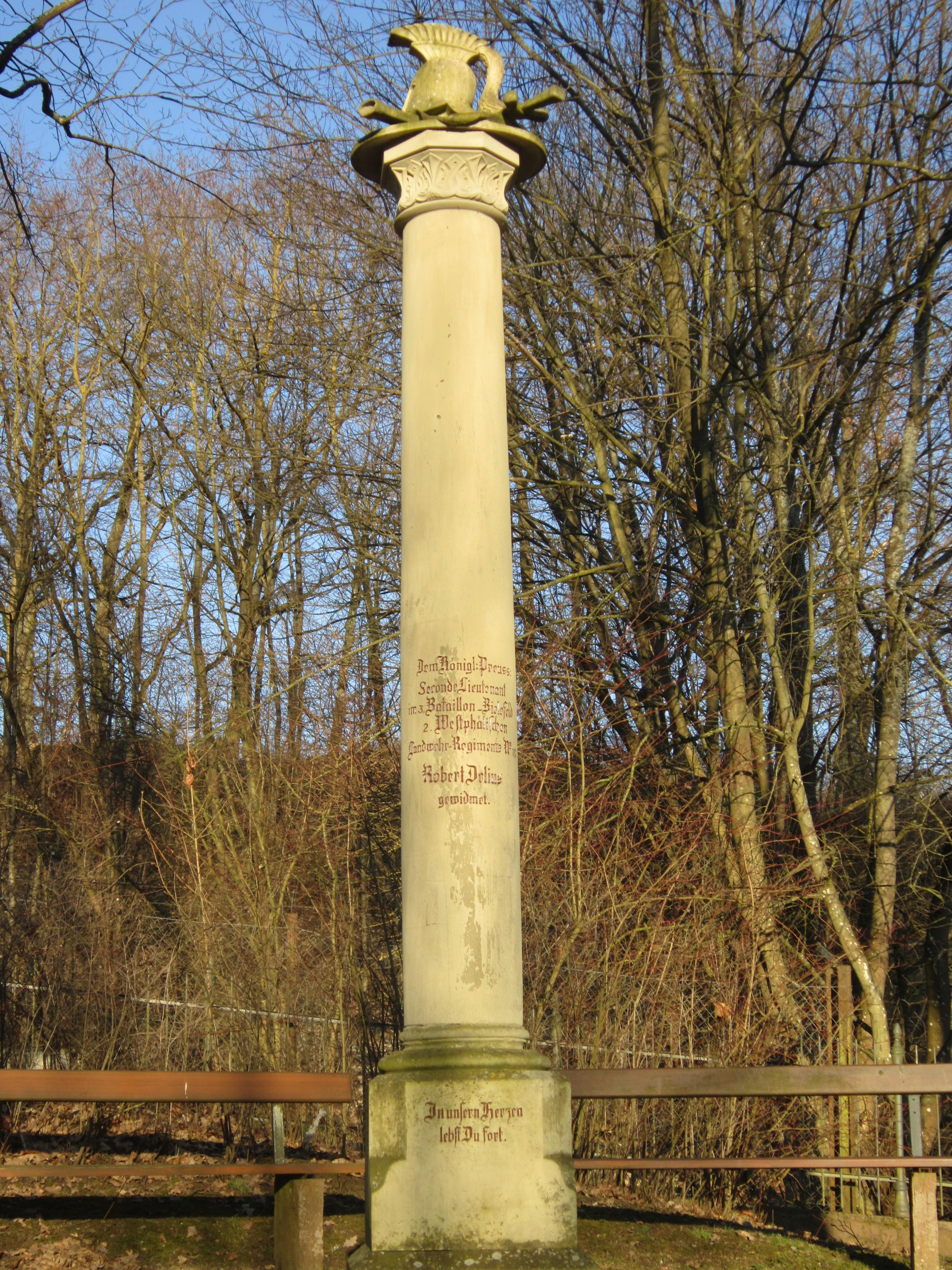
Delius-Säule mit Hoplitenhelm

Die Gefallenengedenkstätte für 1866 ist ein Kriegerdenkmal im bayerischen Hausen, einem Stadtteil des Kurortes Bad Kissingen im unterfränkischen Landkreis Bad Kissingen. Das Denkmal gehört zu den Bad Kissinger Baudenkmälern und ist unter der Nummer D-6-72-114-193 in der Bayerischen Denkmalliste registriert.
Das Denkmal wurde von Bildhauer Michael Arnold zu Ehren des königlich bayerischen Offiziers Eduard Schlagintweit und der preußischen Lieutnants Carl Richard Lindner und Robert Delius geschaffen, die während der Schlacht bei Kissingen im Rahmen des Deutschen Krieges von 1866 in Hausen zu Tode kamen und auf Geheiß des preußischen Oberst von der Goltz auf dem Gelände der jetzigen Anlage bestattet wurden.

## Geschichte
Die Anlage entstand im Jahr 1867 an der Unteren Saline. An der Stelle des Massengrabes wurde ein Kreuz errichtet. Zudem besteht die Anlage aus dem Schlagintweit-Denkmal mit einem Porträt des bayerischen Offiziers Eduard Schlagintweit sowie der Delius-Säule mit Raupenhelm.

### Schlagintweit-Denkmal
Schlagintweit war zu Tode gekommen, als er Verstärkung holen sollte und auf dem Rückweg er und sein Pferd nahe der Oberen Saline von preußischen Kugeln getroffen wurden. Das Denkmal für Schlagintweit wurde von dessen Bruder Adolf Schlagintweit in Auftrag gegeben. Der in lateinischer Sprache verfasste Widmungstext auf der Rückseite des Schlagintweit-Denkmals weiß zu berichten, dass Schlagintweit kurz nach Teilnahme im Spanisch-Marokkanischen Krieg in der Schlacht bei Kissingen fiel und seinem Bruder Adolf Schlagintweit in den Tod folgte, der 1857 in der chinesischen Stadt Kaschgar gestorben war. Der Widmungstext nennt Eduards Bruder Hermann von Schlagintweit-Sakünlünski als Stifter des Denkmals.
Noch vor Errichtung des Grabmals besuchte der bayerische König Ludwig II. bei seiner Bereisung der Kampfzonen trotz Erkältung und schwerem Schneegestöber das Grab von Hauptmann Schlagintweit.

### Delius-Denkmal
Als Fabrikant Daniel Delius aus dem englischen Bradford (Grafschaft West Yorkshire), Vater oder Bruder des gefallenen Lieutnants, von dem Bau der Anlage erfuhr, gab er bei Arnold für 8 Pfund (nach heutiger Kaufkraft etwa 2.500 Euro) die Delius-Säule zu Ehren von Robert Delius in Auftrag. Mit Schreiben vom 17. März 1868 berichtete Delius dem Bezirksamtmann von seinem Auftrag für das Mahnmal und dokumentierte mit der beigefügten Skizze, wie er sich die fertige Anlage vorstellte.
Die Ausführung des Denkmals stimmt weitgehend mit Arnolds Entwurf überein. Es fehlte lediglich (möglicherweise aus Kostengründen) der bayerische Raupenhelm auf der Delius-Säule; es besteht auch die Möglichkeit, dass der Helm gestohlen wurde. Arnolds Entwurf ist gemeinsam mit dem künstlerischen Nachlass des Künstlers im Stadtarchiv Bad Kissingen erhalten.

### Zustand der gesamten Anlage
In dem im T. A. Schachenmayer-Verlag 1935 erschienenen „Führer zu den Kriegergräbern und Kriegermalen aus dem deutschen Bruderkriege 1866 in und um Bad Kissingen“ geht Autor E. Merz ausführlich auf die Umstände ein, unter denen Delius und Schlaginweit fielen und beschreibt die Grabanlage für das Jahr 1935 als gepflegt. Der Nüdlinger Volkmar Csallner hingegen, der im Jahr 1987 eine Neuauflage des Grabführers herausbrachte, bezeichnet die Anlage als total verwahrlost. Dies war eine Folge der Rechtslage nach 1868, da das Eigentum an der Anlage unter dem Staat (Kurverwaltung) sowie den Familien Delius und Schlaginweit aufgeteilt war. Die beim Grundbuchamt eingetragenen Nachfahren der Familie Delius waren postalisch nicht zu erreichen. Im Rahmen der Flurbereinigung veranlasste Otto Funck, Obmann der Flurbereinigungsbehörde, eine Verschmelzung der Eigentumsanteile an der Grabanlage, womit die Zuständigkeit für die gesamte Anlage an die Staatliche Kurgärtnerei ging. Diese renovierte die verwitterten Grabmale und goss den Eisenzaun neu; ferner wurde der fehlende Raupenhelm durch einen griechischen Hoplitenhelm ersetzt.